# Gwen Jorgensen
Pour les articles homonymes, voir Jorgensen.
Gwen Rosemary Jorgensen, née le 25 avril 1986 à Waukesha, est une triathlète professionnelle américaine, triple championne des États-Unis (de 2013 à 2015), double championne du monde (2014 et 2015) et médaillée d'or aux Jeux olympiques de Rio en 2016. Après cette victoire olympique, elle met un terme à sa carrière de triathlète et pratique la course de fond.

## Biographie

### Jeunesse
Ses parents sont Nancy et Joel Jorgensen, une sœur ainée, Gwen acquiert un master en comptabilité à l'Université de Madison dans le Wisconsin, elle est employée comme comptable chez Ernst & Young à Milwaukee, où elle vit toujours.
Gwen Jorgensen monte pour la première fois sur un podium au championnat du monde universitaire à l'âge de 24 ans en 2010, elle prend la deuxième place dans un temps de 1 h 55 min 26 s.
Elle est distinguée quelques mois après, malgré son jeune âge, duathlète et triathlète américaine de l'année 2010.

### Carrière en triathlon
Gwen Jorgensen confirme son potentiel l'année suivante en août à Londres, où elle se retrouve sur le podium d'une épreuve de championnat du monde (WTS) entre la Britannique Helen Jenkins et  l'Allemande Anja Dittmer. Elle gagne ensuite trois épreuves WTS en 2013, avant d'en remporter cinq l'année suivante et de devenir championne du monde 2014,.
Depuis 2013, elle est licenciée dans des clubs français, après deux années au Tri Val de Gray en Haute-Saône,, elle rejoint en 2015 l'E.C. Sartrouville Triathlon dans les Yvelines, et l’équipe de première division appelée la « Green Team » au regard des maillots verts du club.
Gwen Jorgensen remporte les sept étapes des championnats du monde sur lesquelles elle s'engage en 2015, elle est la première triathlète à être invaincue sur le circuit WTS au cours d'une même année, depuis sa création en 2009. Le 28 mars 2015, lors de l'épreuve d'Auckland en Nouvelle-Zélande, elle devient la première femme à atteindre le nombre de dix victoires en WTS.
Elle est sacrée championne olympique en 2016 à Rio de Janeiro.
Elle remporte ce titre olympique après un duel au plus haut niveau avec Nicola Spirig tenante du titre. Dès le départ, la partie natation est emmenée par l'Espagnole Caroline Routier, triathlète parmi les meilleures nageuses du circuit, avec dans son sillage un groupe comprenant la plupart des compétitrices pouvant prétendre au titre. La sortie d'eau et la première transition créent une scission sans grand écart dans le groupe et c'est sur la première boucle du parcours vélo, dès la première difficulté, que les premières attaques provoquent une échappée de seize triathlètes dont Gwen Jorgensen et la Suissesse championne en titre Nicola Spirig. L'échappée collabore suffisamment pour creuser un écart de trois minutes avec le groupe de chasse à l'arrivée de la seconde transition.
Si la première à sortir du parc pour entamer la course à pied est la Sud-Africaine Mari Rabie, cette dernière est rapidement reprise par Gwen Jorgensen et Nicola Spirig qui sur un tempo de course très élevé, lâchent rapidement les autres femmes du groupe et établissent un écart de plus de trente secondes avec les premières poursuivantes. Les premiers tours de la course à pied se résument en un duel tendu entre les deux championnes qui évitent soigneusement de collaborer malgré les demandes répétées de la tenante du titre afin que l'Américaine prenne la course à son compte. Au milieu du dernier tour, Nicola Spirig fait mine de ralentir pour obliger Gwen Jorgensen à repasser devant, celle-ci en profite pour placer une fulgurante accélération et distance de 40 secondes la championne olympique pour franchir la ligne d'arrivée en vainqueur dans une grande émotion. Nicola Spirig absente du circuit courte distance depuis quelque temps a malgré tout chèrement défendu son titre et remporte la seconde médaille olympique de sa carrière,.

### Course de  fond
A l'issue de sa victoire olympique en triathlon, elle se lance dans la course de fond. Elle participe en 2016 au marathon de New York qu'elle clôture en 2 h 41 min 1 s. Cette expérience positive l'incite à poursuivre dans cette pratique sportive. Elle confirme son engagement en mettant un terme à sa carrière dans le triathlon. Elle se fixe pour objectif de participer au marathon des Jeux olympiques de Tokyo en 2020.

### Vie privée
En 2011, elle rencontre Patrick Lemieux né en 1987, ancien cycliste professionnel, qui abandonne sa carrière pour entraîner celle  qui devient son épouse en octobre 2014. Ensemble, ils ont un petit garçon, Stanley né en août 2017.

## Palmarès

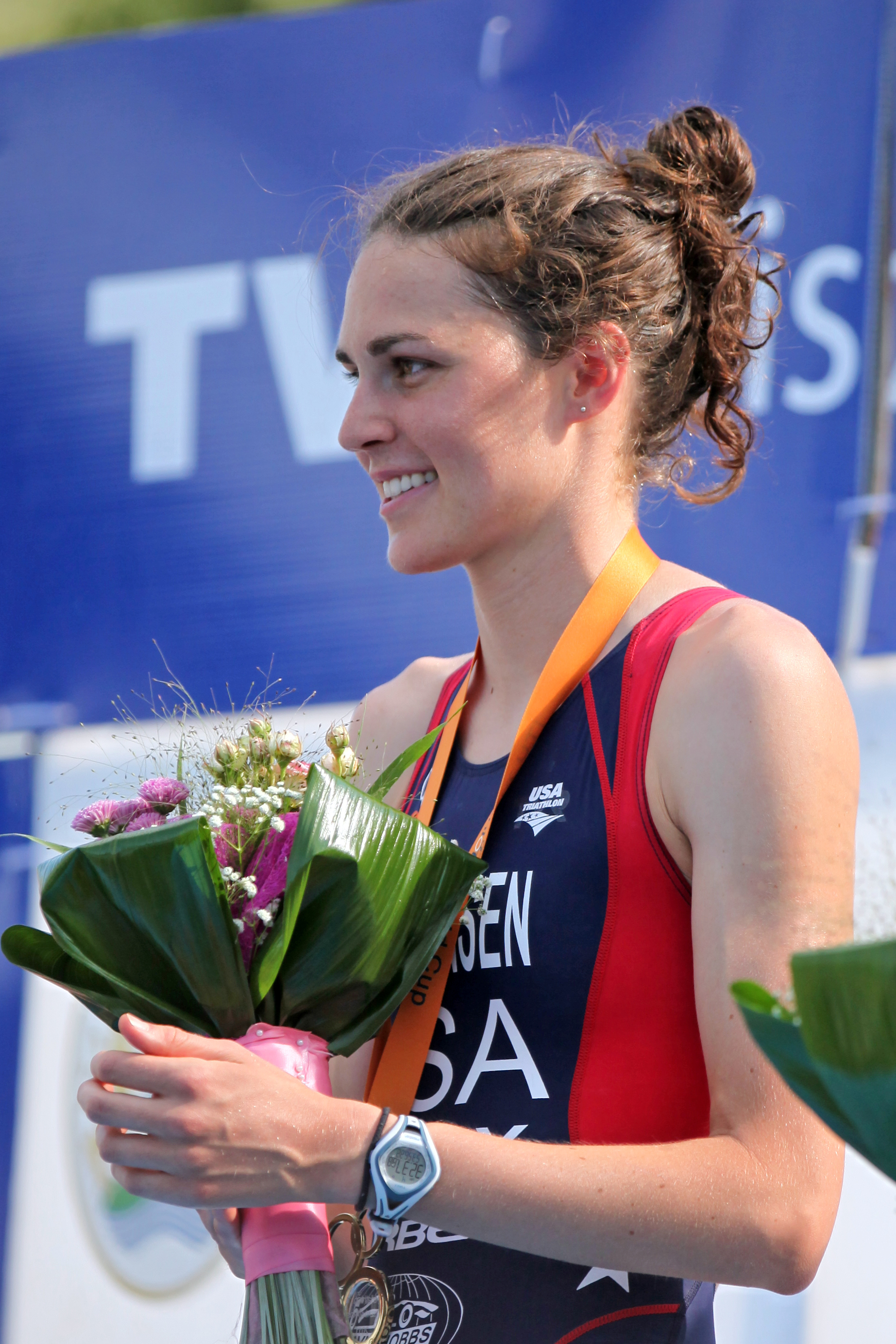
Gwen Jorgensen – Victorieuse au Triathlon de Tiszaújváros en 2011

Les tableaux présentent les résultats les plus significatifs (podium) obtenus sur le circuit international de triathlon depuis 2011,.
| Année | Compétition                                     | Pays                | Position          | Temps           |
| ----- | ----------------------------------------------- | ------------------- | ----------------- | --------------- |
| 2024  | Coupe du monde - l'étape sprint de Miyazaki     | Japon               | Médaille d'or     | 59 min 54 s     |
| 2023  | Coupe du monde - l'étape sprint de Viña del Mar | Chili               | Médaille d'or     | 57 min 28 s     |
| 2023  | Coupe du monde - l'étape sprint de Tongyeong    | Corée du Sud        | Médaille d'or     | 58 min 16 s     |
| 2023  | Coupe du monde - l'étape de Karlovy Vary        | Tchéquie            | Médaille d'or     | 2 h 3 min 51 s  |
| 2023  | Coupe du monde - l'étape de Valence             | Espagne             | Médaille d'or     | 1 h 55 min 1 s  |
| 2016  | Jeux olympiques d'été                           | Brésil              | Médaille d'or     | 1 h 56 min 16 s |
| 2016  | Championnat du monde - Classement Général       |                     | Médaille d'argent | 4435 points     |
| 2016  | WTS Leeds                                       | Royaume-Uni         | Médaille d'or     | 2 h 0 min 33 s  |
| 2016  | WTS Yokohama                                    | Japon               | Médaille d'or     | 1 h 56 min 2 s  |
| 2015  | Championnat du monde - Classement Général       |                     | Médaille d'or     | 5200 points     |
| 2015  | WTS Hambourg                                    | Allemagne           | Médaille d'or     | 0 h 57 min 8 s  |
| 2015  | WTS Londres                                     | Royaume-Uni         | Médaille d'or     | 0 h 55 min 56 s |
| 2015  | WTS Yokohama                                    | Japon               | Médaille d'or     | 1 h 57 min 20 s |
| 2015  | WTS Gold Coast                                  | Australie           | Médaille d'or     | 1 h 56 min 59 s |
| 2015  | WTS Auckland                                    | Nouvelle-Zélande    | Médaille d'or     | 2 h 9 min 4 s   |
| 2015  | WTS Abou Dabi                                   | Émirats arabes unis | Médaille d'or     | 0 h 58 min 59 s |
| 2015  | Grand Prix de triathlon - Étape de Dunkerque    | France              | Médaille d'or     | 1 h 0 min 1 s   |
| 2015  | Grand Prix de triathlon - Étape de Quiberon     | France              | Médaille d'or     | 0 h 57 min 16 s |
| 2014  | Championnat du monde - Classement Général       |                     | Médaille d'or     | 5085 points     |
| 2014  | WTS Hambourg                                    | Allemagne           | Médaille d'or     | 0 h 56 min 54 s |
| 2014  | WTS Edmonton                                    | Canada              | Médaille d'or     | 2 h 0 min 5 s   |
| 2014  | WTS Chicago                                     | États-Unis          | Médaille d'or     | 1 h 55 min 33 s |
| 2014  | WTS Londres                                     | Royaume-Uni         | Médaille d'or     | 0 h 54 min 44 s |
| 2014  | WTS Yokohama                                    | Japon               | Médaille d'or     | 1 h 58 min 38 s |
| 2014  | Championnat des États-Unis                      | États-Unis          | Médaille d'or     | 1 h 55 min 33 s |
| 2014  | Grand Prix de triathlon - Étape de Dunkerque    | France              | Médaille d'or     | 1 h 1 min 7 s   |
| 2013  | WTS Stockholm                                   | Suède               | Médaille d'or     | 1 h 55 min 31 s |
| 2013  | WTS Yokohama                                    | Japon               | Médaille d'or     | 1 h 57 min 5 s  |
| 2013  | WTS San Diego                                   | États-Unis          | Médaille d'or     | 1 h 59 min 59 s |
| 2013  | Championnat des États-Unis                      | États-Unis          | Médaille d'or     | 1 h 59 min 59 s |
| 2012  | Coupe du monde - l'étape de Banyoles            | Espagne             | Médaille d'or     | 1 h 59 min 39 s |
| 2011  | Coupe du monde - l'étape de Tiszaújváros        | Hongrie             | Médaille d'or     | 1 h 59 min 54 s |

| Année | Compétition                             | Pays      | Position           | Temps           |
| ----- | --------------------------------------- | --------- | ------------------ | --------------- |
| 2023  | Championnat panaméricain - relais mixte | Mexique   | Médaille d'or      | 1 h 23 min 0 s  |
| 2016  | Championnat du monde en relais mixte    | Allemagne | Médaille d'or      | 1 h 20 min 29 s |
| 2013  | Championnat du monde en relais mixte    | Allemagne | Médaille de bronze | 1 h 18 min 19 s |

| Année | Nombres | Étapes                                                                         |
| ----- | ------- | ------------------------------------------------------------------------------ |
| 2016  | 2       | Yokohama, Leeds                                                                |
| 2015  | 7       | Chicago (Finale), Hambourg, Londres, Yokohama, Gold Coast, Auckland, Abou Dabi |
| 2014  | 5       | Edmonton (Finale), Hambourg, Chicago, Londres, Yokohama                        |
| 2013  | 3       | Stockholm, San Diego, Yokohama                                                 |
| Total | 17      |                                                                                |

## Voir Aussi